# Опал королевы Кристины
Опал королевы Кристины — исторический драгоценный камень, благородный опал, описанный ирландской путешественницей Мартой Уилмот в своих письмах и дневниках. Когда-то кольцо с этим опалом принадлежало шведской королеве Кристине. Она подарила это кольцо одному из своих придворных, а тот передал его своему сыну. У него кольцо в обмен на такое же по размеру кольцо-солитер выменял русский посланник в Стокгольме, граф Никита Панин, который в свою очередь подарил его своей племяннице, Екатерине Дашковой. Впоследствии Дашкова приказала извлечь опал из кольца и вставить его в виде застежки в бриллиантовое ожерелье-фермуар. Это ожерелье она подарила Марте Уилмот, с которой её в последние годы связывала близкая дружба. Впервые Марта упоминает этот опал в своём письме Элизабет Уилмот от 24 января 1804 года, но в дневниковой записи от 16 августа 1808 года она утверждает, что княгиня Дашкова подарила ей ожерелье год назад. Много позже Марта, жившая тогда с мужем в Австрии, упоминала этот опал в своём письме в Англию и писала, что им восхищалась вся Вена.